# Annie L. Simpson
Pour les articles homonymes, voir Simpson.
Annie L. Simpson (1864-1943) est une peintre, lithographe et graveuse britannique de la fin du XIXe et du début du XXe siècle.

## Biographie

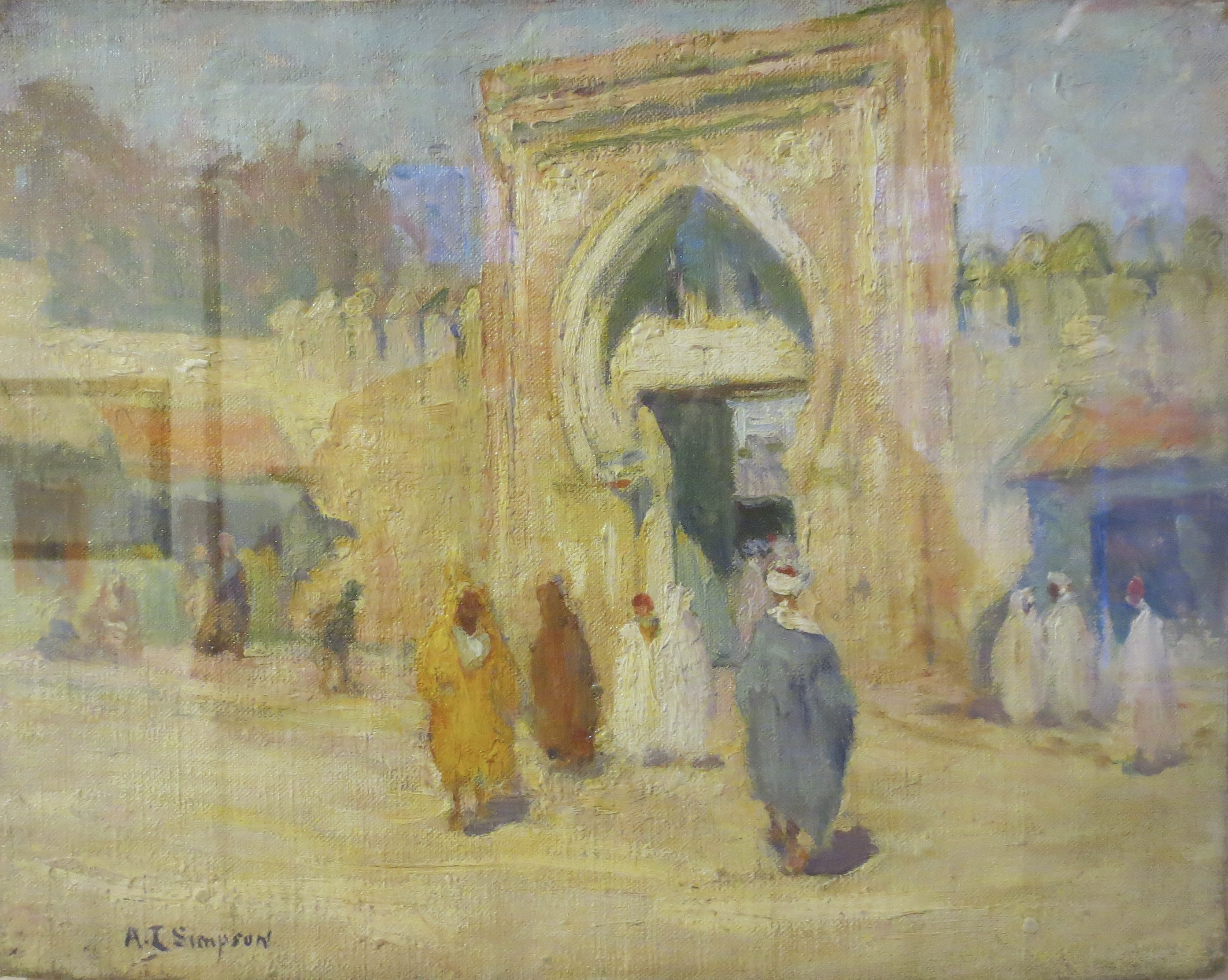
Paysage marocain.

Annie Louise Simpson arrive à Étaples, en 1897, où elle intègre l'école des peintres d'Étaples. Son atelier est situé dans cette commune, rue du Bac, et son domicile, à Trépied. Elle peint de nombreuses scènes de marché et de la campagne.
Elle pratique également la gravure sur bois et la lithographie.
Elle voyage au Maroc, en 1912, avec le peintre américain Henry Ossawa Tanner et le peintre australien Hilda Rix Nicholas.
Sa participation aux Salons de Paris-Plage se fera sans discontinuer jusqu'au début de la Première Guerre mondiale.

## Collections publiques
- Étaples, Musée Quentovic d'Étaples : 
  - La Grand'Place d'Étaples, vers 1905, huile sur toile, 86 × 86 cm
  - Le Flot et l'Église, vers 1905, lithographie
- Le Touquet-Paris-Plage, musée du Touquet-Paris-Plage - Édouard Champion : Paysage marocain, 1912, huile sur toile